# 奎氏笛鯛
奎氏笛鯛，為輻鰭魚綱鱸形目鱸亞目笛鯛科的其中一種，分布於印度洋區，包括馬達加斯加、斯里蘭卡、孟加拉灣等海域，棲息深度70-100公尺，體長可達60公分，棲息在岩石底質海域，屬肉食性，以魚類、甲殼類等為食，可做為食用魚。